# (5358) Meineko
(5358) Meineko est un astéroïde de la ceinture principale.

## Description
(5358) Meineko est un astéroïde de la ceinture principale. Il fut découvert le 26 août 1992 à Kushiro par Seiji Ueda et Hiroshi Kaneda. Il présente une orbite caractérisée par un demi-grand axe de 2,86 UA, une excentricité de 0,186 et une inclinaison de 11,1° par rapport à l'écliptique.

## Compléments